# 9 to 5 (Sheena Easton-låt)
9 to 5, skriven av Florrie Palmer, är en sång inspelad av Sheena Easton 1980, och blev hennes första större hitlåt. I Nordamerika ändrades titeln till "Morning Train (Nine to Five)" för att inte förväxlas med 9 to 5 av Dolly Parton.
Den svensk-norska sångerskan Elisabeth Andreasson spelade in en cover på sången med text på svenska, som "Han pendlar varje dag", med ny text skriven av Olle Bergman, på hennes album "Angel of the Morning" 1981 . Denna version låg på Svensktoppen i nio veckor under perioden 21 februari-18 april 1982, med fjärdeplats som högsta placering där .
Sången sjöngs även av Joanne Fisher i den kritiserade TV-serien Minipops från 1983.
Låten tolkades även svenska dansbandet Drifters på albumet Stanna hos mig 2010, då med originaltexten .

## Listplaceringar
| Lista(1980-1981)                         | Topplacering |
| ---------------------------------------- | ------------ |
| Australiska singellistan                 | 1            |
| Kanadensiska singellistan                | 1            |
| Nederländska singellistan                | 14           |
| Nyzeeländska RIANZ-singellistan          | 1            |
| Schweiziska singellistan                 | 3            |
| Amerikanska Billboard Hot 100            | 1            |
| Amerikanska Billboard Adult Contemporary | 1            |
| Brittiska singellistan                   | 3            |
| Lista(2008)                              | Topplacering |
| Japan Hot 100 Singles                    | 98           |